# Albert Wilhelm Kukowka
Albert Wilhelm Kukowka (* 25. April 1894 in Sohrau, Oberschlesien; † 8. November 1977 in Greiz) war ein deutscher Arzt, Balneologe und Autor von wissenschaftlichen Untersuchungen zur Krebsentstehung, sowie ordentlicher Professor für Heilkunde und Direktor eines Krankenhauses.

## Leben
Kukowka hat sich nach Medizinstudium und Promotion mit der Entstehung von Krebszellen befasst. Ergebnis dieser Untersuchungen wurde ein Werk, das 1932 in Wien erschienen ist.
Nach der Befreiung vom Nationalsozialismus wurde Kukowka habilitiert und 1946 zum Ärztlichen Direktor des Kreiskrankenhauses von Greiz berufen. Hier setzte er sich u. a. für die Bekämpfung der damals noch häufig auftretenden Poliomyelitis („Kinderlähmung“) ein. Zwischen 1947 und 1950 wirkte er zudem als Seuchenkommissar für Thüringen. 1954 übernahm Kukowka einen Lehrauftrag an der Friedrich-Schiller-Universität Jena. Zwischen 1955 und 1960 leitete Kukowka außerdem das Forschungsinstitut für Balneologie und Kurortwissenschaft in Bad Elster. Im Jahr 1964 erreichte er seinen Ruhestand.
Kukowka wirkte auch an der Weiterentwicklung der Eisernen Lunge mit. Er veröffentlichte ca. 500 wissenschaftliche Schriften.

## Veröffentlichung (Auswahl)
- Der Krebs, seine Entstehung und Erklärung. Eine biologische Studie, Wien 1932
- Die Heilquellen und Bäder Thüringens und allgemeine Darlegungen über die Bäderheilkunde, Rudolstadt 1948
- Grundriss der Bäderheilkunde, Berlin 1951
- Poliomyelitisbekämpfung in der Tschechoslowakei, Berlin 1956
- Über die Balneologie in Polen, Berlin 1956
- Epidemische Kinderlähmung, Berlin 1959
- Das Bäderwesen in Polen, Berlin 1960